# Polícia Civil do Estado do Tocantins
A Polícia Civil do Estado do Tocantins é uma das polícias do Tocantins, Brasil, órgão do sistema de segurança pública ao qual compete, nos termos do artigo 144, § 4º, da Constituição Federal e ressalvada competência específica da União, as funções de polícia judiciária e de apuração das infrações penais, exceto as de natureza militar.

## Histórico
A Polícia Civil do Estado do Tocantins descende da Polícia Civil do Estado de Goiás, que, como as demais polícias civis,  tem as suas origens na Intendência Geral de Polícia da Corte e do Estado do Brasil, instituída na Cidade do Rio de Janeiro a 10 de maio de 1808, órgão que passou a disciplinar a atividade policial para toda a nação.
Durante o Império, constituindo o Brasil um estado unitário, estendeu a sua legislação sobre todo território nacional, surgindo em 1832 o Código de Processo Criminal, seguido da Lei nº 261, de 3 de dezembro de 1841, regulamentada pelo Decreto nº 120, de 31 de janeiro de 1842, que redefiniram normas e competências, criando-se as figuras do Chefe de Polícia da Província, delegados e subdelegados, todos nomeados pelo Presidente da Província.
O advento da República em 1889 trouxe o novo Código Criminal de 1890, que passou a influir na reformulação do sistema judicial e policial dos Estados, com a manutenção do inquérito policial e da figura do delegado de polícia como autoridade policial.
Diferentemente do período imperial, a constituição republicana defere autonomia aos estados para organizarem os seus serviços públicos e com eles as polícias. Assim, as Chefias de Polícia das Províncias do Império e respectivas estruturas são transformadas em Polícias Civis das unidades federativas do Brasil.
O Estado do Tocantins, criado na Constituição Federal de 1988,  foi instalado em 1 de janeiro de 1989.
Organizando-se a nova estrutura da administração pública estadual, operou-se a transferência dos recursos humanos e patrimoniais da Polícia Civil do Estado de Goiás para a criação da novel polícia do Tocantins.
A constituição estadual, promulgada em 5 de outubro de 1989, estabeleceu normas gerais sobre a segurança pública e, dentre estas, a previsão da existência da Polícia Civil, seguindo, aliás, as diretrizes da Carta Magna de 1988.
A Polícia Civil do Estado do Tocantins, hoje, dirigida pelo Superintendente da Polícia Civil, escolhido dentre os delegados de polícia de carreira, se incumbe das funções de polícia judiciária e apuração das infrações penais, operacionalizadas pelo seu quadro de policiais de carreira e concursados, com atuação em todo o território estadual.

## Planos de carreira
| Delegado de Polícia | Escrivão de Polícia | Agente de Polícia | Agente Penitenciário |
| ------------------- | ------------------- | ----------------- | -------------------- |
| 1° Classe           | 1° Classe           | 1° Classe         | 1° Classe            |
| 2° Classe           | 2° Classe           | 2° Classe         | 2° Classe            |
| 3° Classe           | 3° Classe           | 3° Classe         | 3° Classe            |
| Classe Especial     | Classe Especial     | Classe Especial   | Classe Especial      |

## Organização policial
- Delegacia Geral de Polícia[4]
- Corregedoria da Polícia Civil
- Academia Estadual de Segurança Pública
- Coordenadoria de Polícia Metropolitana
  - Delegacias de Polícia Circunscricional - DPCs, em Palmas (em número de seis)[5]
- Coordenadoria de Polícia do Interior[6]
  - Delegacias Regionais de Polícia Civil (em número de 13)
  - Delegacias:

Abreulândia, Aguiarnópolis, Aliança, Almas, Alvorada, Ananás, Angico, Aparecida do Rio Negro, Aragominas, Araguacema, Araguaçu, Araguaína – 1º DP, Araguaína – 2º DP, Araguaína – 3º DP, Araguaína – 4º DP, Araguaína – DEAM, Araguaína – DECA, Arauguaína – DEIC, Arauguaína – Fazendária, Araguaína – CPP, Araguanã, Araguatins, Arapoema, Arraias, Augustinópolis, Augustinópolis – DEAM/DECA, Aurora, Axixá, Babaçulândia, Bandeirantes, Barra do Ouro, Barrolândia, Bernardo Sayão, Bom Jesus do To, Brasilândia, Brejinho de Nazaré, Buriti, Cachoeirinha, Campos Lindos, Carmolândia, Cariri, Carrasco Bonito, Caseara, Centenário, Chapada de Areia, Chapada Natividade, Colinas – 1º DP, Colinas – 2º DP, Colinas – DECA, Colméia, Combinado, Conceição, Couto Magalhães, Cristalândia, Crixás, Darcinópolis, Dianópolis, Divinópolis, Dois Irmãos, Dueré, Esperantina, Fátima, Figueirópolis, Filadélfia, Formoso do Araguaia, Fortaleza Tabocão, Goianorte, Goiatins, Guaraí – 1º DP, Guaraí – 2º DP, Guaraí – DEAM, Gurupi – 1º DP, Gurupi – 2º DP, Gurupi – 3º DP, Gurupi – 4º DP, Gurupi – DEAM, Gurupi – DEIC, Gurupi – DECA, Gurupi – Central de Flagrante, Gurupi – Fazendária, Ipueiras, Itacajá, Itaguatins, Itapiratins, Itaporã, Jaú do Tocantins, Lajeado, Lagoa da Confusão, Lagoa do Tocantins, Lavandeira, Lizarda, Luzinópolis, Marianópolis, Mateiros, Maurilândia, Miracema do Tocantins, Miracema]] - DEAM, Miracema - DECA, Miranorte, Monte do Carmo, Monte Santo, Muricilândia, Natividade, Nazaré, Nova Olinda, Nova Rosalândia, Novo Acordo, Novo Alegre, Novo Jardim, Oliveira de Fátima, Palmeirante, Palmeiras, Palmeirópolis, Paraíso – DEAM, Paraíso – DECA, Paraíso – 1º DP, Paraíso – 2º DP, Paraíso – 3º DP, Paraíso – Central de Flagrantes, Paranã, Pau D'Arco, Pedro Afonso, Peixe, Pindorama, Piraquê, Pium, Ponte Alta do Bom Jesus, Ponte Alta do Tocantins, Porto Alegre, Porto Nacional – 1º DP, P. Nacional – 2º DP, P. Nacional – 3º DP, P. Nacional – DEAM, P. Nacional – DECA, Praia Norte, Presidente Kennedy, Pugmil, Recursolândia, Riachinho, Rio da Conceição, Rio dos Bois, Rio Sono,Sampaio, Sandolândia, Santa Maria, Santa Rita, Santa Rosa, Santa Teresa, Santa Terezinha, São Bento, São Félix, São Miguel (Bela Vista), São Salvador, São Sebastião, São Valério da Natividade, Silvanópolis, Sítio Novo, a, Taguatinga.
- Coordenadoria de Polícia Especializada
  - Delegacias de Polícia Especializada:[7]

Delegacia Especializada em Atendimento à Mulher – DEAM (Região Norte)
Delegacia Especializada em Atendimento à Mulher – DEAM (Região Sul - Taquaralto)
Delegacia Estadual de Controle de Armas, Munições e Explosivos - DECAME
Delegacia Estadual de Repressão a FURTOS e Roubos de Veículos Automotores - DERFRVA
Delegacia Especializada da Criança e do Adolescente - DECA
Delegacia de Crimes contra o Meio Ambiente e Urbanismo - DEMA
Delegacia Especializada em Narcóticos - DENARC
Delegacia Especializada na Repressão aos Crimes contra o Consumidor e Economia Popular - DERCON
Delegacia Especializada na Repressão a Crimes Contra o Patrimônio - DEPATRI
Delegacia de Proteção a Criança e ao Adolescente - DPCA
Delegacia Estadual de Crimes contra a Fazenda Pública – Palmas - DECCFP
Delegacia Estadual de Crimes contra a Fazenda Pública – Núcleo Regional Sul – Gurupi - DECCFP
Delegacia Especializada em Homicídios
Delegacia de Polícia Interestadual - POLINTER
Delegacia Especializada de Proteção ao Idoso - DEPI
Delegacia Especializada em Investigações Criminais - D.E.I.C. - Região Norte Delegacia :Especializada em Investigações Criminais - D.E.I.C. - Região Sul

## Operações especiais
Integra a Polícia Civil uma unidade especializada de apoio operacional para pronto emprego nas situações em que as demais unidades policiais necessitem de reforços durante diligências ou prisões de marginais, principalmente, em áreas de criminalidade violenta. Essa unidade de operações especiais, o GOTE - Grupo de Operações Táticas Especiais, pelo preparo profissional para as situações de risco e a presença permanente na linha de frente dos confrontos com a criminalidade, tende a desenvolver um forte compromisso institucional e grande devotamento à causa da sociedade.

## Outras instituições
- Polícia Federal
- Polícia Rodoviária Federal